# Festival miroirs et cinémas d'Afriques de Marseille
 (mars 202025).
Festival miroirs et cinémas d'Afriques est une manifestation cinématographique annuelle qui se déroule depuis 2003 à Marseille.

## Description
Dédiée à la pluralité des genres et à la diversité culturelle, la manifestation offre au public la possibilité de découvrir des cinématographies différentes et ouvrant sur la complexité des situations politiques et sociales  de l'Afrique. À chaque édition, des films de fiction et des documentaires, dont plusieurs en avant-première, et certains primés dans de grands festivals internationaux, sont présentés en présence de leurs réalisateurs, producteurs et (ou) comédiens.

## Éditions

### 2007
L'éditons de 2007, s'est déroulé du 26 juin au 1er juillet 2007 et a proposé 8 longs métrages et une dizaine de courts/moyens métrages, dont plusieurs inédits en France et une première mondiale (L’Étoile du berger).

#### Films en compétition

##### Longs métrages
- Victimes de nos richesses — Kal Touré (Guinée/Mali), documentaire, 58 minutes
- Rachida — Yamina Bachir Chouikh (Algérie), fiction, 1h40
- Tartina City — Serge Coelo (Tchad/France), fiction,1h30
- Les Saignantes — Jean-Pierre Bekolo (Cameroun), fiction,1h32
- Nacidade Vazia — Maria João Ganga (Angola), fiction,1h30
- La Nuit de la vérité — Fanta Régina Nacro (Burkina Faso), fiction, 1h40
- L’Amazone candidate — Sanvi Panou (Bénin/France), documentaire, 1h30
- Xalima la plume — Ousmane William Mbaye (Sénégal/France), documentaire, 51 min
- Cap-Vert mon amour (Cabo Verde Nha Cretcheu) — Ana Lisboa (Cap-Vert/France)

##### Courts et moyens métrages
- L’Étoile du berger — Nora Bendaouadji (France), fiction, 23 min
- Le Déchaussé — Laurence Attali (France/Sénégal), fiction, 33 min
- Safi, la petite mère — Raso Ganemtoré (Burkina Faso/Italie), fiction
- Humanitaire — Adama Rouamba (Burkina Faso), fiction, 16 min
- La Pelote de laine — Fatma-Zohra Zamoum (Algérie), fiction, 14 min
- Toi Waguih — Namir Abdel Messeeh (Égypte/France), documentaire, 28 min
- Bonne nuit Malik — Bruno Danan (France) – fiction/animation, 15 min
- Une histoire africaine — Stéphanie Machuret (France), 12 min[1]

#### Palmarès
- Grand Prix Sembène Ousmane : Victimes de nos richesses – Kal Touré
- Prix du Long Métrage : Rachida – Yamina Bachir Chouikh
- Prix du Court Métrage : Le Déchaussé – Laurence Attali
- Prix Droits des Femmes : L’Étoile du berger – Nora Bendaouadji
- Prix du Jeune Public : Safi, la petite mère – Raso Ganemtoré
- Mention Spéciale du Jury : Cap-Vert mon amour – Ana Lisboa[1].

### 2009
L'édition 2009 (3e édition) s'est tenue du 20 octobre au 25 octobre, avec notamment un hommage au réalisateur égyptien Youssef Chahine et à Ousmane Sembène, ce Baobab du cinéma Africain dont l’histoire se confond avec Marseille.

### 2010
L'édition 2010 s'est tenue du 30 novembre au 4 décembre, au Palais Longchamp à Marseille. 4 prix ont été décernés : le grand prix "Ousmane Sembène", le prix "Youssef Chahine", le prix Droits des Femmes et le prix de la Jeunesse.

#### Palmarès
- Grand Prix Sembène Ousmane : L'insoumis – Liazid Khodja (Algérie)
- Prix Droits des Femmes : Nous sommes nombreuses – Moussa Touré (Sénégal)
- Prix de la Jeunesse : Ramata – Alain Léandre Baker (Congo)
- Mention Youssef Chahine : Les 16 de Basse Pointe – Camile Mauduech (Martinique)[4].

### 2011
Lors 5e édition du festival, en 2011, quatre prix principaux (avec des mentions possibles) ont été décernés : 
- Grand Prix Sembène Ousmane
  - FELLAGA 2011, documentaire de Rafik Omrani (Tunisie) sur le printemps arabe.
- Prix Youssef Chahine
  - Le Temps des Camarades, fiction mêlée à l'actualité, de Mohamed Chrif Tribak.
- Prix Jeune Public
  - Paris mon Paradis, premier documentaire d’Éléonore Yameogo (Burkina Faso)

Aucun prix Droits des Femmes ou mention spéciale ne sont mentionnés, bien que ces distinctions existent traditionnellement dans le festival.